# Сарияннис, Птолемеос
Птолемеос Сарияннис (греч.  Πτολεμαίος Σαρηγιάννης  Пирей, Греческое королевство 1882 — Афины 1958) — греческий офицер и политик первой половины XX века.

## Молодость
Сарияннис родился в Пирее в 1882 году.
В 1900 году поступил в Военное училище эвэлпидов, которое окончил 9 июля 1903 года в звании младшего лейтенанта.
Принял участие в Борьбе за Македонию в период 1906—1908, но непосредственного участия в боях против болгар и турок не принимал. Служа в консульстве Греции в османском Битола, Сарриянис под псевдонимом Каламидис (Καλαμίδης):72, был задействован в организационной борьбе. В книге Константина Мазаракиса младший лейтенант Сарияннис числится под номером 13 в списке офицеров агентов:108.
По возвращении из Македонии, в 1909 году был повышен в звание лейтенанта и вошёл в контакт с антимонархистским «Военным союзом офицеров», который возглавлял полковник Н. Зорбас:267.
«Военный союз» вызвал из полу-автономного тогда Крита революционера Элефтериоса Венизелоса, который стал премьер-министром страны. В числе предпринятых Венизелосом мер по усилению и реформе армии, была отправка в 1910 ряда офицеров на переподготовку во Францию. В числе этих офицеров был и Сарияннис:317, который продолжил военное образование, как офицер-штабист, во французском военном училище Сен-Сир.
В Балканских войнах (1912—1913) командовал инженерным подразделением третьей пехотной дивизии.
В 1913 году был повышен в звание капитана, а в 1915 году в звание майора.
С началом Первой мировой войны присоединился к возглавляемому Венизелосом «Движению национальной обороны» и воевал начальником штаба «Пятой дивизии Крита» на Македонском фронте.
После чего, в 1917 году, был повышен в звание подполковника, а 1919 году в звание полковника, как признание за заслуги в Битве при Скра-ди-Леген в мае 1918 года.

## Малоазийский поход
В 1919 году, по мандату Антанты, Греция заняла западное побережье Малой Азии. В дальнейшем Севрский мирный договор 1920 года закрепил контроль региона за Грецией, с перспективой решения его судьбы через 5 лет, на референдуме населения:16.
Завязавшиеся здесь бои с кемалистами приобрели характер войны, которую греческая армия была вынуждена вести уже в одиночку. Из союзников, Италия, с самого начала поддерживала кемалистов, Франция, решая свои задачи, стала также оказывать им поддержку. Греческая армия прочно удерживала свои позиции.
Сарияннис играл ключевую роль в событиях. В начальный период, когда греческая армия занимала ограниченный плацдарм вокруг Смирны, Сарияннис занимал пост начальника штаба экспедиционного корпуса в Малой Азии. После того как греческая армия, в ответ на действия кемалистов, была вынуждена расширить театр военных действий, Сарияннис занял пост заместителя начальника штаба усиленной Малоазийской армии.
Геополитическая ситуация изменилась коренным образом и стала роковой для греческого населения Малой Азии после парламентских выборов в Греции, в ноябре 1920 года. Под лозунгом «мы вернём наших парней домой» и получив поддержку, значительного в тот период, мусульманского населения, на выборах победила монархистская «Народная партия».
Возвращение в Грецию германофила Константина освободило союзников от обязательств по отношению к Греции. Уинстон Черчилль, в своей работе «Aftermath» (стр. 387—388) писал: «Возвращение Константина расторгло все союзные связи с Грецией и аннулировало все обязательства, кроме юридических. С Венизелосом мы приняли много обязательств. Но с Константином, никаких. Действительно, когда прошло первое удивление, чувство облегчения стало явным в руководящих кругах. Не было более надобности следовать антитурецкой политике»:30.
Первоначально правительство монархистов 4 ноября 1920 года возглавил Д. Раллис.
Раллис безуспешно пытался обеспечить хотя бы финансовую поддержку союзников, после чего 22 января/4 февраля 1921 года сдал свои полномочия королю:39.

## В составе правительственной делегации

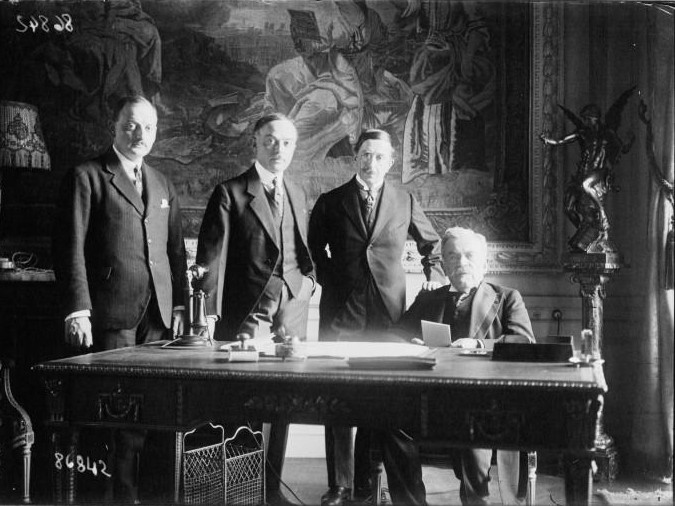
П. Сарияннис (второй слева), вместе с премьер-министром Н. Калогеропулосом и другими членами греческой делегации в Лондоне, февраль 1921 года.

25 января/7 февраля 1921 года правительство монархистов возглавил Н. Калогеропулос. Новый премьер-министр учился во Франции, считался франкофилом и подходящим лицом, для того чтобы оказать влияние на французское правительство, требовавшее радикальных перемен в политике союзников по отношению к Греции:39.
Премьер возглавил делегацию на Лондонскую конференцию, в состав которой был включён полковник Сарияннис, в качестве заместителя начальника штаба Малоазийской армии. По пути делегация заехала в Париж, но поддержки не получила. И Бриан и президент Мильеран заявили, что они обязаны в первую очередь учитывать интересы Франции. 5/18 февраля делегация прибыла в Лондон, где неожиданно нашла понимание у премьер-министра Ллойд Джорджа.
8/21 февраля состоялась конференция союзников в Лондоне. Председательствующий Ллойд Джордж запросил информацию о обстановке на греческом фронте, о численности греческой армии, о возможности наступления вглубь Малой Азии, о возможностях Греции содержать эти силы только своими средствами. Калогеропулос заявил, что располагает армией в 120 тысяч штыков и что если Греция получит мандат на установление порядка, то сумеет сделать это в течение 3-х месяцев.
Полковник Сарияннис был полон энтузиазма и был не только уверен в победе греческой армии, но считал что она будет достигнута легко и быстро:41.
Французский премьер Бриан заявил, что не разделяет этого оптимизма. Французский генерал Гуро заявил, что греки могут послать на передовую не более 60 тысяч солдат, которые должны пройти 600 км маршем из Смирны. Гуро заявил, что для принуждения к миру в Малой Азии необходимо иметь 27 дивизий, но у греков было всего 9 дивизий:41.
По прибытии турецких делегаций (султана и Кемаля), союзники, подписавшие Севрский мир, превратили конфронтацию Антанты — Турции в конфронтацию греков-Турции. Как пишет греческий историк Д. Фотиадис «из союзников они преобразились в арбитров»:42.
28 февраля/10 марта 1921 года было подписано предварительное франко-турецкое соглашение, что позволило туркам перебросить силы на греческий фронт:31.
Итальянцы покинули Атталию, оставив Кемалю весь свой арсенал и снабжение:32.
Современный английский историк Д. Дакин пишет, что действия Франции и Италии были «прелюдией последовавшего предательства». «Поправ вопиющим образом свои обязательства и подписи, они, кроме всего прочего, возмутительно игнорировали вопрос о судьбе греческих, а также армянских христиан»:346.

## Весеннее наступление 1921 года
Не находя дипломатического решения в вопросе с греческим населением Ионии, в совсем иной геополитической обстановке, правительство Калогеропулоса продолжило войну.
Напрягая свои ограниченные людские ресурсы, Греция мобилизовала ещё 3 призыва в армию.
Греческая армия предприняла «Весеннее наступление» 1921 года, ставшее первой попыткой разбить регулярную армию Кемаля.
III корпус армии (III, VIII, X, XI дивизии), под командованием А. Влахопулоса, располагался на севере плацдарма, в регионе Пруса — Никомидия.
I корпус армии, под командованием генерала А. Кондулиса, в действительности располагал только двумя дивизиями (II, XIII), поскольку её третья дивизия была вынуждена прикрывать южный фланг от враждебных действий из итальянской зоны оккупации.
Первоначальный план наступления, разработанный Сарриянисом, предусматривал, что клещи двух армейских корпусов, расположенных на расстоянии 300 км один от другого сойдутся в районе города Кютахья.
Однако начальник штаба, А. Паллис, счёл этот план чрезвычайно простым и внёс свои, имевшие последствия, поправки. Наступления двух корпусов стали не сходящимися, а расходящимися. При этом на XI дивизию были возложены отвлекающие действия, что ослабляло и без того немногочисленные силы наступающих:44.
С турецкой стороны Исмет — паша осознал слабость греческого плана и перебросил все свой резервы на северный фронт.
Ядром турецкой обороны здесь были высоты Ковалица и Авгин (в районе села Инёню).
В ходе 3-х дневных боёв , Северный (III) корпус греческой армии взял Ковалицу, но не сумел взять Авгин и был вынужден отойти на исходные позиции.
После этого успеха Исмет-паша получил фамилию Инёню.
Исмет Инёню решил, что ему предоставилась возможность разгромить немногочисленный I корпус греческой армии (2 дивизии), занявший к тому времени Афьонкарахисар.
Командующий греческим корпусом осознал опасность и настойчиво и неоднократно просил разрешения оставить Афьонкарахисар и занять ключевую позицию Тумлу-Бунар.
С большим трудом разрешение было получено.
Основной удар многократных турецких сил приняла II дивизия генерала П. Каллидопулоса. В особенности отличился неполный 34-полк (отряд) полковника Д. Диалетиса, двое суток отбивавший при Тумлу Бунар наступление 3-х турецких дивизий.
В критический момент сражения, 5/12 гвардейский полк полковника Н. Пластираса, после контратаки, совершил впечатляющий манёвр и вышел в тыл турок, которые в панике обратились в бегство, оставив на поле боя 800 убитых и 200 пленных.
Греческая армия одержала тактическую победу, но полного разгрома турок не достигла. После этой неудачи Калогеропулос, осознавая свою ответственность, подал в отставку 22 марта/4 апреля 1921 года. Правительство возглавил Гунарис:48.

## Летнее наступление 1921 года
Гуанарис стоял перед той же дилеммой. Первым решением было оставить Ионию, чтобы спасти Восточную Фракию. Вторым решением было собрать войска вокруг Смирны. Гунарис решил просить у нации, насчитывавшей тогда 4 миллионов человек, людские и материальные ресурсы, превышавшие её возможности:49.
Армия предприняла «Большое летнее наступление» 1921 года, нанесла туркам поражение в самом большом сражении войны при Афьонкарахисаре-Эскишехире, но разгром кемалистов не состоялся. Турки отошли к Анкаре и правительство вновь встало перед дилеммой: что делать дальше:55-58.

## Поход на Анкару
13/26 июля 1921 года в занятой греческой армией Кютахье состоялось совещание командования экспедиционной армии. В совещании приняли участие командующий экспедиционной армией, генерал А. Папулас, начальник генштаба полковник Паллис, его заместитель полковник Сарриянис и начальник IV отдела (снабжения и транспорта) подполковник Спиридонос:63.
Сарриянис заявил, что поспешность с которой враг отступает означает что он потерял боевую способность, после того как попытался всеми силами произвести контрнаступление.
Сарриянис заявил, что он считает, что армия не должна терять время, но должна продолжить как можно быстрее своё наступление, чтобы помешать перегруппировке турок и организации ими обороны.
Однако начальник IV отдела, подполковник Спиридонос заявил, что армия располагает боеприпасами только на 2 дня ведения боёв и что армия не может перейти через рекуСакарью, не обрекая себя остаться без снабжения:64.
На следующий день прибыл премьер-министр Гунарис и был созван «Большой Военный Совет».
Правительство торопилось закончить войну и решило наступать далее.
28 июля/10 августа 1921 года 7 греческих дивизий форсировали Сакарью и пошли на восток.
В одном из эпизодов этого похода, Сариянис был вынужден выйти за рамки своих узких штабных обязанностей.
III корпус армии, под командованием генерала Г. Полименакоса и в составе только двух дивизий (III и X), в отличие от основных сил, пересекавших «Солёную пустыню», следовал вдоль железнодорожной линии Эскишехир-Анкара, с задачей форсировать с боем Сакарью на её северном изгибе и занять потом станцию Полатлы, в 50 км от Анкары.
III корпус форсировал приток Сакарьи, реку Геук. 11/24 августа и затем атаковал за рекой укреплённый горный массив Сапанджа. Атака не была стремительной и была отбита.
Сариянис прибыл в III корпус чтобы объяснить жизненную необходимость для всей греческой армии продвижения III корпуса на север и форсирования Сакарьи на её изгибе, поскольку только так можно было снабжать армию, избегая «Солёную пустыню».
15/28 августа X дивизия решительно атаковала турецкие позиции, солдаты 27-го и 30-го полков закалывали штыками в окопах продолжавших обороняться турок.
В тот же день греческие солдаты заняли «Голую вершину».
Ночная контратака турок на «Голую вершину» была отбита.
В тот же день греческий генштаб приказом информировал все корпуса армии что «в силу большого дефицита боеприпасов» «запрещает перед атакой артиллерийскую подготовку».
X дивизия, которая осталась не только без снарядов, но в течение 3-х дней без еды и воды, была не в состоянии двигаться дальше.
Но III дивизия сумела 17/30 августа с боем взять горный массив Гилдиз даг. Немедленно после этого, инженерный корпус создал переправу на северном изгибе Сакарьи у местечка Кавунджи Кёпру, предоставив таким образом возможность снабжения греческих дивизий, подошедших к горным массивам прикрывавшим Анкару. в обход «Солёной пустыни»:85.
Армия проявила свои боевые способности понесла тяжёлые потери в ходе последовавшего «эпического сражения», где победа была близка:357, но исчерпав все свои материальные ресурсы и на располагая материальными и людскими резервами не смогла взять Анкару и в порядке отошла назад, за Сакарью. Историк Д. Фотиадис пишет: «тактически мы победили, стратегически мы проиграли»:115.
Правительство Гунариса удвоило подконтрольную ему территорию в Азии, но возможностями для дальнейшего наступления не располагало. Не решив вопрос с греческим населением региона, правительство не решалось эвакуировать армию из Малой Азии. Фронт застыл на год. Армия продолжала удерживать фронт «колоссальной протяжённости, по отношению к располагаемым силам», что по заявлению А. Мазаракиса, кроме политических ошибок, стало основной причиной последовавшей катастрофы:159.

## Демобилизация
Часть удалённых из армии офицеров сторонников Венизелоса осела в, находившимся под контролем Антанты, Константинополе, где организовала «Центр Национальной Обороны» с ячейками в Париже, Лондоне, Афинах и тд.
«Центр» имел информацию о готовившихся планах союзников «за счёт Греции».
Ещё в феврале 1921 года «Центр» вышел на командующего, генерала Папуласа, пытаясь убедить его провозгласить автономию Ионии, что по мнению "Центра’ позволило бы эвакуировать армию, предоставив населению гарантии Антанты:379.
Предложение было повторено в открытой форме в феврале 1922 года, когда и в политическом и в финансовом и в военном отношениях греческое руководство находилось в тупике:
«Генерал мы знаем, что решение Великих держав будет крайне неблагоприятным и что мы будем эвакуироваться из Малой Азии. Не думаете ли Вы, что после стольких жертв и столько крови мы должны провозгласить автономию и спасти население».
Но Папулас колебался, надеясь предварительно получить в вопросе автономии поддержку греческого правительства и послал в Константинополь полковника Сарриянниса и майора Скилакиса, чтобы продолжить контакты с «Центром»:380.
В марте 1922 года, на конференции в Париже, союзники объявили греческому правительству, что они приняли решение эвакуировать греческую армию из Малой Азии.
Папулас пытался убедить премьера Д. Гунариса, что провозглашение автономии Ионии — единственное решение и, после получения отказа, подал в отставку .
Назначенный на место Папуласа генерал Хадзианестис, одним из первых своих решений, удалил из армии начальника генштаба полковника Паллиса и его заместителя Сарриянниса. Штабист полковник Пассарис ушёл в отставку добровольно ввиду невозможности сотрудничать с «неуравновешенным»:169 Хадзанестисом:381.

## С революционным правительством
Правление монархистов завершилось поражением армии и резнёй и изгнанием коренного населения Ионии. Д. Дакин винит в исходе войны правительство монархистов, но не греческую армию, и считает, что даже в создавшихся неблагоприятных условиях, «как и при Ватерлоо, исход мог повернуться как в эту, так и в другую сторону»:357.
Последовало антимонархистское восстание армии сентября 1922 года.
В сентябре 1922 года вместе с генералом А. Мазаракисом, Сарриянис был членом греческой делегации на конференции в Муданье, на которой, под давлением своих бывших союзников, Греция согласилась отдать туркам без боя Восточную Фракию:396, несмотря на то, что между Малой Азией и Фракией стоял греческий флот и турки не располагали флотом.
В октябре чрезвычайный трибунал приговорил к смерти Гунариса, четверых его министров и командующего Хадзианестиса:359.
На этом процессе полковник Сарияннис выступил свидетелем обвинения:393.
В 1925 году Сарияннис был среди офицеров оказавших поддержку генералу Т. Пангалосу в установлении диктатуры
В том же году Сарриянис был назначен начальником генштаба в звании Генерал-майора:512.
Сарриянис оставался на этом посту до 31 августа 1926 года, когда был демобилизован после отстранения генерала Пангалоса от власти.
До начала Второй мировой войны отставной генерал Сарриянис вёл незаметный образ жизни.

## В Народно-освободительной армии
В годы тройной, германо-итало-болгарской, оккупации Греции, генерал Сарриянис примкнул к руководимому компартией Греции Национально-освободительному фронту (ЭАМ) и вступил в Народно-освободительную армию (ЭЛАС).
В сентябре 1943 года, с реформацией ЭЛАС в регулярную армию, принял командование его генеральным штабом:634.
В мае 1944 года генерал Саррияннис стал также национальным консулом (депутатом парламента гор — Π.Ε.Ε.Α):691.

## Декабрьские события 1944 года
После освобождения страны, в октябре 1944 года генерал Сарриянис стал заместителем военного министра в правительстве Г. Папандреу (Поскольку Папандреу сохранял за собой и пост военного министра:904.
Причиной его назначения стало то, что находившийся до того на этом посту Ламбрианидис, по указанию англичан и Папандреу, стал назначать офицеров, не указанных в согласованном перед этим с ЭЛАС списке 250 офицеров. После скандала был назначен Саррияннидис:765.
26 ноября британский генерал Скоби, на основании письма Папандреу потребовал демобилизации ЭЛАС и ЭДЕС:765.
Командующий ЭЛАС, генерал Стефанос Сарафис, ответил, что согласно положениям Ливанского и Казертского соглашений ЭЛАС являлся национальной армией и как таковая могла быть демобилизована только правительственным указам, согласно греческого законодательства.
Генерал Сарияннис, предложил организацию первой регулярной дивизии, состоящей из одной бригады ЭЛАС и одной ЭДЕС. Дивизия эта будет демобилизована после создания регулярной армии.
Папандреу принял предложение Саррияниса, но 28 ноября объявил, что якобы с согласия всех министров остаются по бригаде ЭЛАС и ЭДЕС и правительственные Горная бригада и Священный отряд без изменений.
Герозисис пишет, что военачальники А. Велухиотис, Макридис были правы в своих оценках о неизбежности столкновения:766.
Руководство ЭАМ выставило условием соглашения разоружение 3-й Горной бригады и Священного отряда.
В знак своего несогласия с принятым решением, министры принадлежащие ЭАМ подали в отставку 2 декабря 1944 года:767.
Одновременно силы генерала Скоби в Афинах заняли боевые позиции. Эти силы состояли из 8 тысяч британских солдат, 3-й горной частей, жандармерии и полиции ультраправой «Х», бывших «батальонов безопасности» коллаборационистов и большого числа офицеров:767.
В тот же день Саррияннис подал в отставку с поста заместителя военного министра:767:202.
Однако в последовавших декабрьских боях генерал Сарриянис не принял участия.
Генерал Сарриянис умер в 1958 году.